# جون دافيدسون (ممثل)
جون دافيدسون (بالإنجليزية: John Davidson)‏ مواليد 25 ديسمبر 1886 في نيويورك - الوفاة 16 يناير 1968 في لوس أنجلوس، هو ممثل أمريكي بدأ مسيرته الفنية سنة 1915. شارك في قرابة 148 فيلما. فاز بجائزة المسرح العالمي. امتدت مسيرته الفنية لأكثر من 48 عاما.

## الأعمال
- ذا برونز بيل
- قصة مدينتين

## روابط خارجية
- جون دافيدسون على موقع IMDb (الإنجليزية)
- جون دافيدسون على موقع أول موفي (الإنجليزية)
- جون دافيدسون على موقع قاعدة بيانات برودواي على الإنترنت (الإنجليزية)
- جون دافيدسون على موقع قاعدة بيانات الأفلام السويدية (السويدية)
- جون دافيدسون على موقع قاعدة بيانات الفيلم (الإنجليزية)
- جون دافيدسون على موقع كينوبويسك (الروسية)